# Cerkev Sant'Adriano na Rimskem forumu
Sant'Adriano na Rimskem forumu je bila cerkev, ki je bila zgrajena okoli leta 630 v nekdanji Curiji Juliji in bila posvečena kot Ecclesia beati Hadriani. V 1930-ih je bila stavba obnovljena v domnevno stanje gradnje pozne antike.

## Zgodovina
Zunanje stene stavbe Sant'Adriano na severozahodnem robu Rimskega foruma še vedno pripadajo Curia Iulia, nekdanji senatni dvorani rimskega senata, ki je bila leta 303 obnovljena pod cesarjem Dioklecijanom po starih načrtih. Papež Honorij I. (625–638) je to kurijo spremenil v cerkev in jo leta 630 posvetil zgodnjekrščanskemu mučeniku Hadrianu iz Nikomedije, rimskemu častniku, usmrčenemu v času cesarja Dioklecijana, in katerega kosti naj bi bile prenesene v cerkev . Naziv in tribus foris je preživelo tudi za to cerkev, ki opisuje njeno lokacijo na presečišču Rimskega foruma, Cezarjevega foruma in foruma cesarja Nerve.
Nadaljnja preobrazba je potekala pod papežem Hadrijanom I. (772–795) z dodajanjem apside in izvedbo Scola cantorum (omejeno območje v glavni ladji cerkve in je bilo med službo duhovnikov in pevskim zborom). Papež Pashal II. (1099–1118) je cerkev, ki je bila poškodovana zaradi požarov in ropov, spremenil v tridelno baziliko, ki je bila posvečena okoli leta 1100. V dvorano z eno ladjo je bilo nameščenih pet stebrov z arkadami, v ladijskih stenah zgoraj pa so bile postavljene empore. Pod dvignjenim korom je bila kripta z dostopom do Confessio‘‘ pod oltarjem. Verjetno sta bila nad oltarjem ciborij in škofovski prestol v okrogli apsidi.
V letih 1932 do 1937 je bila cerkev obnovljena v stanje starodavne kurije z začetka 4. stoletja, z odstranitvijo srednjeveških sprememb in baročnega pohištva iz 17. stoletja. Pred vhodom je zdaj nekaj spolij s kapiteli, podstavki in bazami. 

## Gradnja
Stavba Curije je sestavljena iz vzdolžne pravokotne opečne stavbe velikosti 27 × 18 m, visoka je 21 m in ima široke stebre na štirih vogalih ter trikotne zatrepe na ožjih straneh. Dimenzije so ustrezale sorazmerju, ki ga je Vitruvij predlagal za senatsko stavbo v svojem delu De Architectura (knjiga V, poglavje 2); po tem naj bo višina polovica vsote dolžine in širine. V zgornjem delu dvigajočega se zidu je imela stavba velika okna. Zunanje stene so bile v spodnji polovici obložene z marmornatimi ploščami in prekrite z belim ometom. Pred zgradbo je stal stolpič z verando, prvotno s poznoantičnimi bronastimi vrati (okrog leta 300), ki so jih leta 1660 postavili na glavni portal Lateranske bazilike in jih na Curiji nadomestili z repliko. [3
V notranjosti so beli na obeh straneh osrednje ladje dvignjene vrste stopnic s približno 300 naslanjači za senatorje; ladja je tekel proti povišanemu sedežu predsednika. Vzdolžne stene, opremljene z marmornatimi in porfirnimi ploščami, so izmenično prebijale pravokotne in polkrožne niše z velikimi okni. Tla so bila prekrita z intarziranim marmorjem.